# Octospora euchroa
Octospora euchroa är en svampart som tillhör divisionen sporsäcksvampar, och som först beskrevs av Petter Adolf Karsten, och fick sitt nu gällande namn av Paul Berthet. Octospora euchroa ingår i släktet Octospora, och familjen Pyronemataceae. Arten är reproducerande i Sverige.